# Jacqueline du Pré
Jacqueline Mary du Pré OIB (n. 26 ianuarie 1945, Oxford, Anglia, Regatul Unit – d. 19 octombrie 1987, Londra, Anglia, Regatul Unit) a fost o violoncelistă engleză, recunoscută ca una dintre cele mai mari interprete ale lumii la acest instrument.
Numele ei este cel mai adesea pus în legătură cu Concertul în mi minor pentru violoncel și orchestră de Edward Elgar, pe care – spun criticii – l-a interpretat în mod „definitoriu” și „legendar”. Cariera muzicienei a fost curmată brusc de o scleroză multiplă care a forțat-o să se retragă din cariera concertistică la vârsta de 28 de ani și care, în cele din urmă, i-a provocat moartea prematură. După dispariția ei, sora mai mare – Hilary du Pré – și fratele mai mic – Piers – au scris o carte despre viața ei, în care era prezentată ca un adevărat geniu. Volumul și filmul la baza căruia a stat, Hilary și Jackie, au stârnit controverse aprige în lumea muzicală.

## Primii ani. Debutul
Născută în Oxford (Anglia), Jacqueline Mary a fost al doilea copil al lui Derek și al lui Iris du Pré. Tatăl ei se născuse în Jersey, localitate unde familia lui se stabilise cu multe generații în urmă. După ce a fost angajat contabil la Lloyds Bank din St. Helier și Londra timp de unsprezece ani, Derek du Pré a devenit editor adjunct, și mai târziu editor șef al revistei The Accountant. Mama Jacquelinei, născută Greep Iris, a fost o pianistă talentată ce a predat la Academia Regală de Muzica din Londra. Se spune că du Pré a auzit la vârsta de patru ani sunetul violoncelului la radio și i-a cerut mamei „unul din ăla”. A început apoi să ia lecții de la mama ei, ce-i compunea mici piese muzicale însoțite de ilustrații, continuând apoi, la vârsta de cinci ani, studiul violoncelului la London School. Primul ei profesor a fost Alison Dalrymple. Du Pré a urmat apoi mai multe școli, printre care și Croydon High School, o instiutuție particulară de învățământ pentru fete, situată în South Croydon.
Tânăra a început să se facă remarcată câștigând diferite concursuri locale de muzică alături de sora ei, flautista Hilary du Pré. Violoncelistul William Pleeth i-a fost profesor lui du Pré între anii 1955 și 1961, atât pentru studiul particular, cât și la Guildhall School of Music din Londra. În 1960, du Pré a participat la un masterclass condus de violoncelistul Pablo Casals în Zermatt (Elveția) și studiat pentru scurtă vreme cu Paul Tortelier (în 1962, la Paris) și Mstislav Rostropovici (în Uniunea Sovietică, 1966). Violoncelistul sovietic a fost atât de impresionat de ea încât a declarat la încheierea cursurilor că este „singura violoncelistă din tânăra generație ce ar putea cândva să-l egaleze”.
Du Pré a debutat oficial în martie 1961, la vârsta de 16 ani, într-un concert susținut la Wigmore Hall din Londra.

## Activitate
În 1962, tânăra violoncelistă a concertat la Royal Festival Hall interpretând "Concertul pentru violoncel" al lui Elgar împreună cu Orchestra Simfonică a BBC, dirijată de Rudolf Schwarz. În 1963, la Proms, a interpretat din nou "Concertul" de Elgar având ca dirijor pe Sir Malcolm Sargent. Interpretarea ei s-a dovedit atât de populară încât, timp de trei ani consecutiv, a fost nevoită să concerteze în același loc. La 9 martie 1964 în cadrul "Prom Concert", ea a interpretat "Concertul" lui Elgar și premiera mondială a "Concertului pentru violoncel" semnat de Priaulx Rainier. Du Pré a devenit apoi invitata favorită la Proms, unde a concertat an de an până în 1969. 
În 1965, la vârsta de 20 de ani, du Pré, împreună cu London Symphony Orchestra dirijată de Sir John Barbirolli, a înregistrat "Concertul" lui Elgar pentru casa de discuri EMI, fapt care a dus la recunoașterea ei pe plan internațional. Această înregistrare a devenit de referință și s-a editat neîntrerupt de la lansarea sa. Du Pré a concertat, de asemenea, tot cu piese de Elgar, împreună cu Orchestra Simfonică a BBC, dirijată de Antal Doráti, la debutul său în Statele Unite de la Carnegie Hall (14 mai 1965).
Du Pré a concertat cu cele mai prestigioase orchestre și dirijori, inclusiv cu Orchestra Filarmonică din Berlin, London Symphony, Filarmonica din Londra, New Philharmonia Orchestra, BBC Symphony Orchestra, Filarmonica din New York, Philadelphia Orchestra, Filarmonica din Israel și Los Angeles Philharmonic Orchestra. Ea a concertat deseori sub bagheta dirijorilor Barbirolli, Sargent, Sir Adrian Boult, Daniel Barenboim, Zubin Mehta și Leonard Bernstein. 
Du Pré s-a folosit de două violoncele Stradivarius, unul datând din 1673 (numit astăzi "du Pré Stradivarius"), și altul din 1712, cunoscut sub numele Davidov Stradivarius. Ambele instrumente i-au fost dăruite de nașa ei, Ismena Holland. A concertat cu primul violoncel Stradivarius (cel din 1673) între 1961 și 1964, anul când a primit violoncelul Davidov. Multe dintre înregistrările sale cele mai faimoase au fost efectuate pe acest instrument, inclusiv "Concertul" de Elgar dirijat de Barbirolli, "Concertul pentru violoncel" de Robert Schumann, dirijat de Barenboim și cele două sonate pentru violoncel de Brahms. Între 1969 - 1970 du Pré a concertat pe un violoncel Francesco Goffriller, iar in 1970 ea a primit un violoncel modern de la lutierul Sergio Peresson. Cu acest instrument du Pré a concertat până la finalul carierei sale, în 1973, folosindu-l atât pentru cea de a doua înregistrare live a "Concertului" de Elgar cât și pentru înregistrările de studio "Sonata pentru violoncel" de ăăFrédéric Chopinîî și "Sonata pentru vioară" de César Franck interpretată ca o sonată pentru violoncel (decembrie 1971). 
Prietenia ei cu muzicieni precum Yehudi Menuhin, Itzhak Perlman, Zubin Mehta și Pinchas Zukerman și căsătoria cu Daniel Barenboim au condus la realizarea a numeroase spectacole memorabile de muzică de cameră. Concertul său din 1969, susținut la Queen Elizabeth Hall din Londra cu "Cvintetul în La major pentru pian - Trout" de Schubert, a stat la baza filmului "Trout" de Christopher Nupen. Nupen a realizat apoi și alte înregistrări cu du Pré, inclusiv "Jacqueline du Pré și Concertul pentru violoncel de Elgar", un documentar despre concertele Elgar și "Piano Trio in D Major", Op. 70, No. 1 de Beethoven.

## Viața personală
Jacqueline du Pré l-a cunoscut pe pianistul Daniel Barenboim în ajunul Anului Nou 1966. La scurt timp după încheierea Războiului de șase zile, ea și-a anulat toate angajamentele ei (spre indignarea impresarilor),  și a plecat la Ierusalim unde s-a convertit imediat la iudaism și s-a căsătorit cu Daniel Barenboim pe 15 iunie 1967  la Zidul Plângerii din Ierusalim.
Sora ei, Hilary, s-a căsătorit cu dirijorul Christopher "Kiffer" Finzi, împreună cu care a avut mai mulți copii. Pe de altă parte și Jacqueline a avut o aventură cu Finzi între anii 1971 - 1972. Potrivit lui Hilary și fratelui ei, Piers, în volumul "Un geniu al familiei", după care s-a realizat filmul artistic "Hilary și Jackie", această relație s-a realizat cu acordul lui Hilary care a văzut în asta o modalitate de a o ajuta pe Jacqueline  să iasă cu bine dintr-o depresie.  În 1999, Clare Finzi, fiica lui Kiffer și Hilary, a criticat public dezvăluirile mamei sale, dând publicității o altă versiune a evenimentelor. Ea a spus că tatăl său a comis o serie de adultere, inclusiv seducerea mătușii sale, instabilă emoțional, pentru a-și satisface ego-ul.
La începutul anilor 1980 Daniel Barenboim a avut și el o relație cu pianista Elena Bashkirova, cu care a avut doi fii: Arthur David (n. 1982), mai târziu impresar de hip-hop, și Michael Barenboim (născut în 1985), violonist.

### Boala
În 1971 cariera lui du Pré a început să decadă ireversibil, ea acuzând faptul că începe să-și piardă sensibilitate în degete și alte părți ale trupului. Ulterior, în octombrie 1973, a fost diagnosticată cu scleroză multiplă.
În decembrie 1971 ea a înregistrat un ultim album de studio cuprinzînd sonate de Chopin și Franck. Între 1971 - 1972 a urmat anul sabatic, timp în care aparițiile ei au fost extrem de rare. În 1973 du Pré și-a reluat concertele, dar de atunci simptomele ei au devenit severe. În ianuarie a revenit în America. Se spune că în acea perioadă starea ei s-a agravat, deși au existat momente scurte când a putut concerta fără probleme vizibile. Ultimul ei concert european a fost susținut la Londra, în februarie 1973, cu un repertoriu cuprinzând "Concertul" de Elgar cu Zubin Mehta ca dirijor și acompaniată de Noua Orchestră Filharmonică.
Ultimele sale concerte a fost susținute la New York în februarie 1973: este vorba de patru spectacole cu "Double Concerto" de Brahms cu Pinchas Zukerman și Leonard Bernstein ca dirijori ai Filarmonicii din New York. Du Pré a menționat că a avut mari probleme în mânuirea arcușului și chiar cu deschiderea cutiei violoncelului. În cele din urmă, pierzându-și simțul tactil,a fost nevoită să-și coordoneze mișcările vizual. Astfel a reușit să interpreteze 3 din cele 4 concerte la ultimul din acestea, "Concertul pentru vioară" de Felix Mendelssohn organizatorii fiind nevoiți să o înlocuiască cu Isaac Stern.
Du Pré s-a stins din viață la Londra pe 19 octombrie 1987, în vârstă de 42 de ani și este înmormântată în Cimitirul Evreiesc Golders Green.
Fundația Vuitton a achiziționat violoncelul "Davidov Stradivarius" pentru suma de 1 milion de lire sterline lăsându-l apoi în folosință celebrului violoncelist Yo-Yo Ma. Violoncelista Nina Kotova deține în prezent violoncelul "1673 Stradivarius", numit de violoncelistul Lynn Harrell "Du Pré Stradivarius" în amintirea lui Jacqueline.  Violoncelul Peresson din 1970 este în prezent dat spre folosință violoncelistului Kyril Zlotnikov din Cvartetului Ierusalim .

## Controverse legate de carte și film
Controversata peliculă "Hilary și Jackie" semnată de Anand Tucker în 1998 are la bază volumul "Un geniu în familie", și este interpretată de Emily Watson în rolul "Jacqueline" și Rachel Griffiths în rolul "Hilary". Deși filmul a fost un succes de critică și-box-office și a primit mai multe nominalizări la premiile Oscar, a stârnit o o serie de proteste, în special în Londra, sediul central al lui du Pre. Un grup de colegi apropiați, printre care s-au numărat și violonceliștii Rostropovich și Julian Lloyd Webber, a trimis o scrisoare de protest publicației "The Times". Clare Finzi, fiica lui Hilary, a considerat filmul  "O deformare grosolană a realității ce nu poate fi lăsată fără urmări". Studenții de la Colegiul Regal de Muzică au pichetat premiera, iar celebrul dirijor Barenboim a declarat cu tristețe: "Puteau măcar să aștepte până muream eu..." 
Hilary, sora lui Jackie și co-autoare a cărții, apără cu tărie atât volumul cât și filmul. Ea spune, într-un articol publicat de "The Guardian": "Nu înțeleg de ce publicul nu crede povestea mea, pentru că am jurat să spun tot adevărul. Când mărturisești cuiva adevărul despre familia din care te tragi, nu te aștepți ca cei ce te ascultă să se întoarcă împotriva ta. Însă sunt împăcată pentru că știu că Jackie ar fi respectat ceea ce am făcut. Dacă aș fi ascuns ceva s-ar fi supărat. Ar fi vrut ca nimic să nu fie ascuns în ceea ce o privește. " Publicația "The New Yorker" o citează și ea pe Hilary: "Atunci când iubești pe cineva, îl iubești în întregime. Cei care critică filmul doresc să vadă numai părțile care le convin. Dar nu cred că regizorul a mistificat ceva. Până și lui Jackie i-ar fi plăcut."

## Premii și distincții internaționale
Du Pré a fost prima și cea mai tânără deținătoare a prestigiosului premiu Guilhermina Suggia (la vârsta de 11 ani). În 1960 a câștigat Medalia de Aur a Guildhall School of Music din Londra și Premiul Reginei acordat muzicienilor britanici. A fost numită ofițer al Ordinului Imperiului Britanic în 1976 și medaliată cu New Year Honours. La Premiile 1977 BRIT, a câștigat premiul pentru cel mai bun album clasic solo din ultimii 25 de ani pentru "Concertul pentru violoncel" de Elgar.
După moartea ei un trandafir cu numele său a primit Premiul de Merit acordat de Royal Horticultural Society. Du Pre a fost numită membru de onoare a St Hilda's College din Oxford, a cărei clădire poartă azi numele ei.

## Discografie selectivă
- Elgar: Cello Concerto / Sea Pictures / Cockaigne (In London Town) Overture. Janet Baker. London Symphony Orchestra/Sir John Barbirolli (EMI 0724356288720)
- Brahms: Cello Sonatas. Daniel Barenboim (EMI 0724356275829)
- Haydn: Cello Concertos Nos. 1 & 2/ Boccherini: Cello Concerto in B flat (arr. Grützmacher). English Chamber Orchestra/Daniel Barenboim. London Symphony Orchestra/Sir John Barbirolli (EMI 0724356694828)
- Beethoven: Piano Trios Opp. 1 & 97 / Variations and Allegrettos. Daniel Barenboim, Pinchas Zukerman (EMI 0094635079821)
- Beethoven: Piano Trio Op. 70/Cello Sonatas Nos. 3 & 5. Daniel Barenboim, Pinchas Zukerman (Trio), Stephen Kovacevich (sonatas) (EMI 0094635080728)
- Jacqueline du Pré - The Early BBC Recordings (EMI 0724358623628)
- Beethoven: Cello Sonatas. Daniel Barenboim (EMI 0724358624229)
- Beethoven Cello Sonatas, No. 3 in A, Op. 69; No. 5 in D, Op. 102; No. 2 (Angel 36384)
- Brahms/Chopin/Franck:Cello Sonatas. Daniel Barenboim (EMI 0724358623321)
- Dvořák: Cello Concerto in B minor/Schumann:Cello Concerto in A Minor; New Philharmonia Orchestra, Chicago Symphony Orchestra/Daniel Barenboim (EMI 0724356280526)
- The Complete EMI Recordings (17 discs). Various co-performers (EMI 5099950416721)

### În format DVD
- Remembering Jacqueline du Pré (1994), directed by Christopher Nupen
- Jacqueline du Pré in Portrait (2004), directed by Christopher Nupen
- The Trout (1970 documentary released on DVD in 2005), directed by Christopher Nupen
- Jacqueline du Pré: A Celebration of Her Unique and Enduring Gift (2007), directed by Christopher Nupen
- Hilary and Jackie (1998), dramatised portrait directed by Anand Tucker